# Le Voci Blu
Le Voci Blu sono stati un gruppo musicale italiano, attivo a cavallo tra gli anni '60 e '70.

## Storia del gruppo
Il gruppo nasce alla fine del 1968 dall'incontro di tre ragazze romane coetanee, Emanuela Ventura (nata a Roma nel 1949 in una famiglia con la passione per la musica), Daniela Berretta Schiavi (anch'essa nata a Roma nel 1949 ma cresciuta ad Ostia, che suona la chitarra) e Luisella Chiavacci Mantovani (nata a Firenze nel 1949); vengono scoperte da Gianni Morandi e Franco Migliacci.
Ottenuto un contratto con l'RCA Italiana, incidono il primo 45 giri, Il muro cadrà/Quando un uomo non ha più la sua donna; la prima canzone è tratta dal repertorio dei Bee Gees con testo di Franco Migliacci, mentre Quando un uomo non ha più la sua donna è scritta da Migliacci per il testo e da Piero Pintucci per la musica.
Nel 1969 partecipano al Cantagiovani, una manifestazione musicale itinerante organizzata dall'RCA, in cui si esibiscono con altri artisti come Gabriella Ferri, Ugolino, i Bertas, Ron, Christy ed altri;
La Berretta lascia quindi il trio, sostituita da Gianna Giovannini, e successivamente Gianni Morandi le mette sotto contratto per la MiMo, la casa discografica da lui fondata con Franco Migliacci, e nella primavera del 1970 pubblicano il 45 giri, Sitar/Emanuela Gianna Luisella; con la canzone sul retro partecipano al Festivalbar 1970.
Anche la Ventura lascia il trio, sostituita da Elisabetta Leocata, cantante con una carriera da solista di sei anni, con 45 giri incisi per la Durium, la ARC e la Vedette, e che aveva partecipato a Un disco per l'estate 1969 con Un battito sì, un battito no.
Nel 1971 il gruppo partecipa al film per la televisione Scappo per cantare di Pompeo De Angelis, con Morandi, Mauro Lusini, Donatello e Tino Scotti.
Le Voci Blu accompagnano poi Gianni Morandi nel tour 1971-1972, presentando con l'occasione il secondo 45 giri, e partecipano al Cantagiro 1971 e 1972 e al Cantaeuropa nel 1971.
Sempre nel 1972 pubblicano il loro unico album, prodotto da Lilli Greco e Paolo Dossena, con cui si staccano dal pop dei dischi precedenti avvicinandosi al rock progressivo; nel disco vi è anche una canzone scritta per loro da Riccardo Cocciante, It's Over, It's Over, It's Over, e le tre ragazze partecipano all'incisione del primo album del cantautore, Mu (in cui sono accreditate non come gruppo ma con i nomi da soliste).
Di lì a poco il complesso si scioglie. Luisella e Gianna entrano dapprima nel 1973 nel gruppo La Grande Famiglia, con Alberto Lucarelli, e poi nel 1974 nella Schola Cantorum, mentre Elisabetta si dedica all'attività di corista.

## Discografia

### 33 giri
- 1972: Le Voci Blu (MiMo, ZSLM 55087)

### 45 giri
- 1969: Il muro cadrà/Quando un uomo non ha più la sua donna (RCA Italiana, PM 3495)
- 1970: Sitar/Emanuela Gianna Luisella (MiMo, ZM 50054)
- 1971: Una vecchia foto/Cosa non pagherei (MiMo, ZM 50097)
- 1972: Senti..sentimenti/Revival day (MiMo, ZM 50216)